# Ashampoo
Ashampoo GmbH & Co. KG – przedsiębiorstwo zajmujące się produkcją oprogramowania z siedzibą w Rastede w Niemczech. Producent programów Ashampoo Burning Studio i Ashampoo WinOptimizer. Jeden z głównych członków Blu-ray Disc Association oraz Association of Shareware Professionals.

## Historia
Ashampoo zostało założone w 1999 roku przez Rolfa Hilchnera. Nazwa spółki została wymyślona podczas dyskusji na temat ich pierwszego produktu – dezinstalatora. Rolf Hilchner powiedział wtedy: it cleans your Windows like a shampoo (w tłumaczeniu: „oczyszcza twój Windows jak szampon”). Z zestawienia a shampoo powstała nazwa Ashampoo. Pierwszym opublikowanym produktem firmy było AudioCD MP3 Studio 2000. Obecnie firma rozwija programy takie jak: pakiet biurowy, antywirus, do autoryzacji dysków optycznych, narzędzia systemowe, aplikacje multimedialne i aplikacje CAD.
W 2007 roku spółka zaczęła zakładać w Niemczech wiele portali internetowych, z czego pierwszym był airshampoo.de, rok później firma utworzyła netcar.de, enimal.com i inne.
W maju 2010 roku spółka ogłosiła, że zainstalowano ogółem 113 milionów kopii jej produktów.

## Produkty
- Ashampoo Office (SoftMaker Office)
- Ashampoo AntiSpyWare
- Ashampoo FireWall PRO
- Ashampoo Magical Security
- Ashampoo Burning Studio
- Ashampoo UnInstaller
- Ashampoo Movie Shrink & Burn
- Ashampoo HDD Control
- Ashampoo WinOptimizer
- Ashampoo Internet Accelerator
- Ashampoo Core Tuner
- Ashampoo Magical Defrag
- Ashampoo PowerUp
- Ashampoo Magical Optimizer
- Ashampoo CoverStudio
- Ashampoo Photo Commander
- Ashampoo Snap
- Ashampoo ClipFisher
- Ashampoo Photo Optimizer
- Ashampoo Music Studio
- Ashampoo Media Player +
- Ashampoo 3D CAD Professional